# Новое еврейское кладбище (Рига)
Рижское Новое еврейское кладбище «Шмерли» (латыш. Rīgas Jaunie Ebreju kapi «Šmerlis») — некрополь в Риге, улица Лизума, 4.
Название связано с местным топонимом Шмерли (латыш. Šmerlis).
Площадь кладбища — 14,6 га, количество захоронений — около 22,5 тысяч.

## История
Основано в 1928 году, когда прежнее (Старое) городское еврейское кладбище исчерпало свои возможности. Проект некрополя выполнил известный рижский архитектор Пауль Мандельштам, была проведена распланировка кладбища, построен зал для траурных церемоний, возведена ограда, сохранившиеся до наших дней.
В мае 1934 года на центральной аллее некрополя был воздвигнут памятник 37 офицерам и солдатам еврейской национальности, павшим в войне за независимость Латвии (1918—1920).
После оккупации Риги в июле 1941 года нацисты сожгли траурный зал вместе с заключёнными в нём заложниками.
После окончания Второй мировой войны выжившие в Холокосте и вернувшиеся в Ригу евреи восстановили уцелевшие здания кладбища.
В 1964 году советскими властями было принято решение сделать кладбище открытым для свободного погребения жителей Риги независимо от их национальности, а само кладбище стало называться кладбищем Шмерля.
Летом 1990 года силами еврейской общественности Риги на кладбище был установлен памятный камень супругам Жанису и Иоханне Липке (автор Лея Новоженец), спасшим во время нацистской оккупации более пятидесяти евреев.
После восстановления независимости Латвии кладбище вновь стало еврейским.
Известны случаи вандализма.

## Известные захоронения
См. категорию Похороненные на кладбище Шмерли.
Наиболее известным захоронением на кладбище является могила экс-чемпиона мира по шахматам Михаила Таля (1936—1992). Здесь похоронены также учёный-филолог Наум Переферкович, художники Михаил Йо и Хаим Рысин, общественный деятель Макс Шац-Анин, композиторы Оскар Строк и Владимир Хвойницкий, писатель Марк Разумный, академик Латвийской академии наук медик Юлий Аншелевич, перезахоронены жертвы Холокоста из Эглайне и Добеле, находится мемориал немецким евреям, убитым в Риге нацистами, и другие памятные знаки.